# جياكومو بيندي
جياكومو بيندي (بالإيطالية: Giacomo Bindi)‏ هو لاعب كرة قدم إيطالي في مركز حراسة المرمى، ولد في 2 يناير 1987 في سيينا في إيطاليا. شارك مع منتخب إيطاليا تحت 16 سنة لكرة القدم ومنتخب إيطاليا تحت 17 سنة لكرة القدم ومنتخب إيطاليا تحت 18 سنة لكرة القدم ومنتخب إيطاليا تحت 19 سنة لكرة القدم ومنتخب إيطاليا تحت 20 سنة لكرة القدم. أما مع النوادي، فقد لعب مع إنتر ميلان ونادي بادوفا ونادي بيستويسي ونادي سيينا ونادي فاريسي ونادي فوجيا ونادي كاتانزارو ونادي كروتوني ونادي مونزا.

## وصلات خارجية
- جياكومو بيندي على موقع قاعدة بيانات كرة القدم.إي يو (الإنجليزية)
- جياكومو بيندي على موقع AS.com (الإسبانية)